# Tovarisjj Arsenij
Tovarisjj Arsenij (russisk: Товарищ Арсений) er en sovjetisk spillefilm fra 1964 af Ivan Lukinskij.

## Medvirkende
- Roman Khomjatov som Mikhail
- Natalja Klimova som Olga
- Vladimir Solovjov
- Vladimir Zlatoustovskij som Bobrov
- Konstantin Mikhajlov som Smolin